# Campeonato Europeu de Natação em Piscina Curta de 2006
O Campeonato Europeu de Natação em Piscina Curta de 2006 foi a 10ª edição do evento organizado pela Liga Europeia de Natação (LEN). A competição foi realizada entre os dias 7 e 10 de dezembro de 2006 no Centro de Natação Mäkelänrinne, em Helsínquia na Finlândia. Contou com 38 provas com destaque para a Alemanha que obteve 15 medalhas, sendo 6 de ouro.

## Medalhistas
Esses foram os resultados da competição. 
Masculino
| Evento          | Ouro                                                                         | Ouro          | Prata                                                                     | Prata    | Bronze                                                                                | Bronze   |
| 50 m Livre      | Eduardo Lorente · Espanha                                                    | 21.53         | Milorad Čavić · Sérvia                                                    | 21.60    | Julien Sicot · França                                                                 | 21.68    |
| 100 m Livre     | Filippo Magnini · Itália                                                     | 46.81         | Stefan Nystrand · Suécia                                                  | 47.05    | Alain Bernard · França                                                                | 47.24    |
| 200 m Livre     | Filippo Magnini · Itália                                                     | 1:42.54       | Massimiliano Rosolino · Itália                                            | 1:44.17  | Paweł Korzeniowski · Polónia                                                          | 1:44.41  |
| 400 m Livre     | Yury Prilukov · Rússia                                                       | 3:39.02       | Przemysław Stańczyk · Polónia                                             | 3:39.92  | Paweł Korzeniowski · Polónia                                                          | 3:40.40  |
| 1500 m Livre    | Yury Prilukov · Rússia                                                       | 14:16.13      | Mateusz Sawrymowicz · Polónia                                             | 14:28.43 | Sébastien Rouault · França                                                            | 14:39.06 |
| 50 m Costas     | Helge Meeuw · Alemanha                                                       | 23.70         | Thomas Rupprath · Alemanha                                                | 23.92    | Ľuboš Križko · Eslováquia                                                             | 24.19    |
| 100 m Costas    | Arkady Vyatchanin · Rússia                                                   | 51.11         | Helge Meeuw · Alemanha                                                    | 51.16    | Thomas Rupprath · Alemanha                                                            | 52.02    |
| 200 m Costas    | Arkady Vyatchanin · Rússia                                                   | 1:49.98       | Helge Meeuw · Alemanha                                                    | 1:53.45  | Răzvan Florea · Roménia                                                               | 1:53.71  |
| 50 m Peito      | Oleg Lisogor · Ucrânia                                                       | 26.50         | Alessandro Terrin · Itália                                                | 26.92    | Darren Mew · Reino Unido                                                              | 27.23    |
| 100 m Peito     | Oleg Lisogor · Ucrânia                                                       | 58.14         | Valeriy Dymo · Ucrânia                                                    | 58.64    | Alexander Dale Oen · Noruega                                                          | 58.70    |
| 200 m Peito     | Dániel Gyurta · Hungria                                                      | 2:06.58       | Sławomir Kuczko · Polónia                                                 | 2:06.61  | Paolo Bossini · Itália                                                                | 2:07.13  |
| 50 m Borboleta  | Alexei Puninski · Croácia                                                    | 23.21         | Thomas Rupprath · Alemanha                                                | 23.34    | Örn Arnarson · Islândia                                                               | 23.55    |
| 100 m Borboleta | Milorad Čavić · Sérvia                                                       | 50.63         | Peter Mankoč · Eslovênia                                                  | 50.78    | Nikolay Skvortsov · Rússia                                                            | 51.17    |
| 200 m Borboleta | Paweł Korzeniowski · Polónia                                                 | 1:52.33       | László Cseh · Hungria                                                     | 1:53.08  | Nikolay Skvortsov · Rússia                                                            | 1:53.10  |
| 100 m Medley    | Peter Mankoč · Eslovênia                                                     | 53.05         | Vytautas Janušaitis · Lituânia                                            | 53.66    | Aleksander Hetland · Noruega                                                          | 53.70    |
| 200 m Medley    | László Cseh · Hungria                                                        | 1:54.43       | Vytautas Janušaitis · Lituânia                                            | 1:56.20  | Tamás Kerékjártó · Hungria                                                            | 1:57.12  |
| 400 m Medley    | Luca Marin · Itália                                                          | 4:01.71       | László Cseh · Hungria                                                     | 4:03.39  | Ioannis Drymonakos · Grécia                                                           | 4:05.94  |
| 4x50 m Livre    | Suécia · Stefan Nystrand · Petter Stymne · Marcus Piehl · Jonas Tilly        | 1:24.89 WBT * | França · Frédérick Bousquet · Julien Sicot · David Maître · Alain Bernard | 1:25.16  | Países Baixos · Johan Kenkhuis · Bas van Velthoven · Robin van Aggele · Mitja Zastrow | 1:26.03  |
| 4x50 m Medley   | Alemanha · Helge Meeuw · Johannes Neumann · Thomas Rupprath · Jens Schreiber | 1:34.06 WBT * | Finlândia · Tero Räty · Jarno Pihlava · Jere Hård · Matti Rajakylä        | 1:34.95  | Itália · Cesare Pizzirani · Alessandro Terrin · Rudy Goldin · Filippo Magnini         | 1:35.20  |

* Melhor tempo do mundo (não é um recorde mundial oficial, porque o órgão regulador mundial FINA não reconhece tempos de revezamento 4 × 50 m)
Feminino
| Evento          | Ouro                                                                                    | Ouro    | Prata                                                                                    | Prata   | Bronze                                                                               | Bronze  |
| 50 m Livre      | Marleen Veldhuis · Países Baixos                                                        | 23.69   | Therese Alshammar · Suécia                                                               | 23.76   | Hanna-Maria Seppälä · Finlândia                                                      | 24.57   |
| 100 m Livre     | Marleen Veldhuis · Países Baixos                                                        | 52.41   | Alena Popchanka · França                                                                 | 52.91   | Josefin Lillhage · Suécia                                                            | 53.09   |
| 200 m Livre     | Alena Popchanka · França                                                                | 1:54.25 | Otylia Jędrzejczak · Polónia                                                             | 1:54.39 | Josefin Lillhage · Suécia                                                            | 1:54.75 |
| 400 m Livre     | Laure Manaudou · França                                                                 | 3:56.09 | Federica Pellegrini · Itália                                                             | 3:59.96 | Joanne Jackson · Reino Unido                                                         | 4:01.48 |
| 800 m Livre     | Laure Manaudou · França                                                                 | 8:12.24 | Anastasia Ivanenko · Rússia                                                              | 8:18.90 | Erika Villaécija García · Espanha                                                    | 8:20.09 |
| 50 m Costas     | Janine Pietsch · Alemanha                                                               | 27.32   | Iryna Amshennikova · Ucrânia                                                             | 27.44   | Anna Gostomelsky · Israel                                                            | 27.50   |
| 100 m Costas    | Laure Manaudou · França                                                                 | 57.87   | Antje Buschschulte · Alemanha                                                            | 58.20   | Iryna Amshennikova · Ucrânia                                                         | 59.03   |
| 200 m Costas    | Esther Baron · França                                                                   | 2:04.08 | Iryna Amshennikova · Ucrânia                                                             | 2:04.57 | Elizabeth Simmonds · Reino Unido                                                     | 2:05.93 |
| 50 m Peito      | Janne Schäfer · Alemanha                                                                | 30.43   | Kate Haywood · Reino Unido                                                               | 30.88   | Elena Bogomazova · Rússia                                                            | 30.98   |
| 100 m Peito     | Anna Khlistunova · Ucrânia                                                              | 1:05.73 | Kirsty Balfour · Reino Unido                                                             | 1:06.57 | Janne Schäfer · Alemanha                                                             | 1:07.32 |
| 200 m Peito     | Kirsty Balfour · Reino Unido                                                            | 2:21.82 | Anne Poleska · Alemanha                                                                  | 2:23.12 | Beata Kamińska · Polónia                                                             | 2:24.87 |
| 50 m Borboleta  | Therese Alshammar · Suécia                                                              | 25.36   | Inge Dekker · Países Baixos                                                              | 25.60   | Anna-Karin Kammerling · Suécia                                                       | 25.92   |
| 100 m Borboleta | Antje Buschschulte · Alemanha                                                           | 56.94   | Inge Dekker · Países Baixos                                                              | 57.19   | Martina Moravcová · Eslováquia                                                       | 57.69   |
| 200 m Borboleta | Otylia Jędrzejczak · Polónia                                                            | 2:04.94 | Beatrix Boulsevicz · Hungria                                                             | 2:06.73 | Jessica Dickons · Reino Unido                                                        | 2:07.36 |
| 100 m Medley    | Hanna-Maria Seppälä · Finlândia                                                         | 1:00.45 | Ganna Dzerkal · Ucrânia                                                                  | 1:00.50 | Svitlana Khakhlova · Bielorrússia                                                    | 1:00.78 |
| 200 m Medley    | Katarzyna Baranowska · Polónia                                                          | 2:09.47 | Camille Muffat · França                                                                  | 2:10.83 | Aleksandra Urbańczyk · Polónia                                                       | 2:10.89 |
| 400 m Medley    | Alessia Filippi · Itália                                                                | 4:31.58 | Katarzyna Baranowska · Polónia                                                           | 4:32.78 | Anastasia Ivanenko · Rússia                                                          | 4:33.46 |
| 4x50 m Livre    | Suécia · Magdalena Kuras · Therese Alshammar · Anna-Karin Kammerling · Josefin Lillhage | 1:36.61 | Países Baixos · Inge Dekker · Saskia de Jonge · Chantal Groot · Marleen Veldhuis         | 1:37.27 | Alemanha · Daniela Samulski · Daniela Götz · Meike Freitag · Annika Lurz             | 1:38.50 |
| 4x50 m Medley   | Alemanha · Janine Pietsch · Janne Schäfer · Antje Buschschulte · Daniela Samulski       | 1:47.55 | Suécia · Therese Alshammar · Rebecca Ejdervik · Anna-Karin Kammerling · Josefin Lillhage | 1:48.14 | Reino Unido · Elizabeth Simmonds · Kate Haywood · Rosalind Brett · Francesca Halsall | 1:48.26 |

## Quadro de medalhas
O quadro de medalhas foi publicado. 
| Ordem | País          | Medalha de ouro | Medalha de prata | Medalha de bronze | Total |
| ----- | ------------- | --------------- | ---------------- | ----------------- | ----- |
| 1     | Alemanha      | 6               | 6                | 3                 | 15    |
| 2     | França        | 5               | 3                | 3                 | 11    |
| 3     | Itália        | 4               | 3                | 2                 | 9     |
| 4     | Rússia        | 4               | 1                | 4                 | 9     |
| 5     | Polónia       | 3               | 5                | 4                 | 12    |
| 6     | Ucrânia       | 3               | 4                | 1                 | 8     |
| 7     | Suécia        | 3               | 3                | 3                 | 9     |
| 8     | Hungria       | 2               | 3                | 1                 | 6     |
| 8     | Países Baixos | 2               | 3                | 1                 | 6     |
| 10    | Reino Unido   | 1               | 2                | 5                 | 8     |
| 11    | Finlândia     | 1               | 1                | 1                 | 3     |
| 12    | Sérvia        | 1               | 1                | 0                 | 2     |
| 12    | Eslovênia     | 1               | 1                | 0                 | 2     |
| 14    | Espanha       | 1               | 0                | 1                 | 2     |
| 15    | Croácia       | 1               | 0                | 0                 | 1     |
| 16    | Lituânia      | 0               | 2                | 0                 | 2     |
| 17    | Noruega       | 0               | 0                | 2                 | 2     |
| 17    | Eslováquia    | 0               | 0                | 2                 | 2     |
| 19    | Bielorrússia  | 0               | 0                | 1                 | 1     |
| 19    | Grécia        | 0               | 0                | 1                 | 1     |
| 19    | Islândia      | 0               | 0                | 1                 | 1     |
| 19    | Israel        | 0               | 0                | 1                 | 1     |
| 19    | Roménia       | 0               | 0                | 1                 | 1     |
| Total | Total         | 38              | 38               | 38                | 114   |

Legenda
| Recorde mundial       | Recorde mundial (World record)               |                       | Recorde africano                      | Recorde africano (African) |                                           | Q | Classificado por posição (Qualified) |
| Recorde do campeonato | Recorde do campeonato (Championship record)  | Recorde da América    | Recorde da América (Americas)         | q                          | Classificado por melhor tempo (Qualified) |   |                                      |
| Melhor marca do ano   | Melhor marca do ano (World leading)          | Recorde asiático      | Recorde asiático (Asian)              | DNS                        | Não largou (Did not start)                |   |                                      |
| Recorde nacional      | Recorde nacional (National record)           | Recorde europeu       | Recorde europeu (European)            | DNF                        | Não terminou (Did not finish)             |   |                                      |
| Recorde pessoal       | Recorde pessoal do atleta (Personal best)    | Recorde da Oceania    | Recorde da Oceania (Oceania)          | DSQ / DQ                   | Desclassificado (Disqualified)            |   |                                      |
| Recorde da temporada  | Recorde da temporada do atleta (Season best) | Recorde sul-americano | Recorde sul-americano (South America) | NM                         | Sem marca (No mark)                       |   |                                      |